# Parila
Parila este o arie protejată (sit de importanță comunitară — SCI) din Estonia întinsă pe o suprafață de 208,3 ha, integral pe uscat.

## Localizare
Centrul sitului Parila este situat la coordonatele 59°19′34″N 25°14′32″E / 59.326°N 25.2423°E.

## Înființare
Situl Parila a fost declarat sit de importanță comunitară în aprilie 2004 pentru a proteja 1 specie de plante.

## Biodiversitate
Situată în ecoregiunea boreală, aria protejată conține 3 habitate naturale: Pajiști cu Molinia pe soluri calcaroase, turboase sau argilos-nămoloase (Molinion caeruleae), Mlaștini alcaline, Păduri caducifoliate de mlaștină fino-scandinave.
La baza desemnării sitului se află o specie protejată de  plante: Saussurea alpina subsp. esthonica.
Pe lângă speciile protejate, pe teritoriul sitului au mai fost identificate 1 specie de plante.